# Laccophilus horni
Laccophilus horni är en skalbaggsart som beskrevs av Branden 1885. Laccophilus horni ingår i släktet Laccophilus och familjen dykare. Inga underarter finns listade i Catalogue of Life.